# Trustix Secure Linux
Trustix Secure Linux (TSL) war eine frei verfügbare Linux-Distribution. TSL wurde von der gleichnamigen Firma Trustix (heute Teil der Comodo-Gruppe) entwickelt. Die letzte Version, die herausgegeben wurde, war 3.0.5. Im November 2007 wurde die Einstellung der Distribution bekannt. Seit Anfang 2008 gibt es keine Sicherheitsupdates mehr. 
TSL war speziell auf Sicherheit getrimmt und für den Server-Betrieb ausgelegt. Aus diesem Grund wurden einige Funktionen wie Audiowiedergabe oder eine grafische Oberfläche nicht angeboten.
Die neuste Trustix-Version beinhaltete jedoch alle modernen Dienste, die ein Linux-(Web)Server bereitstellen kann. Einige sind zum Beispiel:
- Kernel 2.4 (inklusive Firewall/SMP-Unterstützung)
- Apache 2
- PHP 4.3.x
- MySQL 4
- Samba 3
- Cyrus oder Courier als Mailserver
- Squid

und viele mehr.